# Muzy
Muzy település Franciaországban, Eure megyében. Lakosainak száma 780 fő (2022. január 1.). Muzy Louye, Mesnil-sur-l’Estrée, Vert-en-Drouais és Dreux községekkel határos.

## Népesség
A település népességének változása:
| Lakosok száma | 373  | 510  | 632  | 827  | 820  | 830  | 805  | 772  | 766  | 780  |
|               | 1968 | 1982 | 1990 | 2006 | 2013 | 2015 | 2017 | 2019 | 2020 | 2022 |